# Classe Arrogant (vaisseau de ligne)
Pour les articles homonymes, voir Classe Arrogant.
La classe Arrogant est une classe de vaisseau de ligne de 3e rang armés de 74 canons, conçue pour la Royal Navy par Sir Thomas Slade.

## Les unités de la classe
| Classe Neptune     | Classe Neptune              | Classe Neptune   | Classe Neptune   | Classe Neptune                                       | Classe Neptune |
| Nom                | Chantier naval              | Commande         | Lancement        | Fin                                                  | Tableau        |
| ------------------ | --------------------------- | ---------------- | ---------------- | ---------------------------------------------------- | -------------- |
| HMS Arrogant       | John Barnard à Harwich      | 13 décembre 1758 | 22 janvier 1761  | vendu pour démolition en 1810                        |                |
| HMS Cornwall       | William Wells à Deptford    | 13 décembre 1758 | 19 mai 1761      | lourdement endommagé au combat en 1780 et non réparé |                |
| HMS Edgar          | chantier naval de Woolwich  | 25 août 1774     | 30 juin 1779     | démoli en 1835                                       |                |
| HMS Goliath        | chantier naval de Deptford  | 21 février 1778  | 19 octobre 1781  | démoli en 1815                                       |                |
| HMS Zealous        | Barnard à Deptford          | 19 juin 1782     | 25 juin 1785     | démoli en 1816                                       |                |
| HMS Audacious      | Randall à Rotherhithe       |                  | 23 juillet 1785  | démoli en 1815                                       |                |
| HMS Elephant       | Parsons à Bursledon         | 27 décembre 1781 | 24 août 1786     | démoli en 1830                                       |                |
| HMS Bellerophon    | Graves à Frindsbury         | 11 janvier 1782  | 6 octobre 1786   | vendu en 1836                                        |                |
| HMS Saturn         | Raymond à Northam           | 22 décembre 1781 | 22 novembre 1786 | démoli en 1868                                       |                |
| HMS Vanguard       | chantier naval de Deptford  | 9 décembre 1779  | 6 mars 1787      | démoli en 1821                                       |                |
| HMS Excellent (en) | Graham à Harwich            | 9 août 1781      | 27 novembre 1787 | démoli en 1835                                       |                |
| HMS Illustrious    | Henry Adams à Bucklers Hard | 31 décembre 1781 | 7 juillet 1789   | échoué près de Livourne et brûlé le 28 mars 1795     |                |